# Sobiesęki Drugie
Sobiesęki Drugie (dawn. Sobiesęki BC) – wieś w Polsce, położona w województwie wielkopolskim, w powiecie kaliskim, w gminie Szczytniki.
| SIMC    | Nazwa   | Rodzaj    |
| ------- | ------- | --------- |
| 0210074 | Helenów | część wsi |

W latach 1975–1998 wieś administracyjnie należała do województwa kaliskiego.